# Johanna Elisabeth von Nassau-Hadamar
Johanna Elisabeth von Nassau-Hadamar (* 17. Januar 1619 in Dillenburg; † 2. März 1647 in Harzgerode) war Gemahlin von Fürst Friedrich von Anhalt-Bernburg-Harzgerode und damit Fürstin von Anhalt-Bernburg-Harzgerode.

## Leben
Ihr Vater war Fürst Johann Ludwig von Nassau-Hadamar, ihre Mutter war Ursula zur Lippe. 
Die Hochzeit erfolgte am 10. August 1642 in Bückeburg.
Bestattet wurde sie gemeinsam mit ihrem Ehemann, dessen zweiter Ehefrau und der 1647 verstorbenen Tochter in einer Gruft vor dem Altar der evangelischen St.-Marien-Kirche in Harzgerode.

## Nachkommen
- Wilhelm (1643–1709), Fürst von Anhalt-Bernburg-Harzgerode

⚭ 1. 1671 Gräfin Elisabeth Albertine zu Solms-Laubach (1631–1693)
⚭ 2. 1695 Prinzessin Sophie Auguste von Nassau-Dillenburg (1666–1733)
- Anna Ursula (1645–1647)
- Elisabeth Charlotte (1647–1723)

⚭ 1. 1663 Fürst Wilhelm Ludwig von Anhalt-Köthen (1638–1665)
⚭ 2. 1666 Herzog August von Schleswig-Holstein-Norburg (1635–1699)